# Santa María Ixtiyucan
Santa María Ixtiyucan es una localidad del estado mexicano de Puebla. Es cabecera del municipio de Nopalucan.

## Toponimia
El nombre «Santa María» hace referencia a la santa patrona de la localidad: Santa María. El nombre «Ixtiyucan» proviene de los términos en náhuatl ixtli, cara o valle; yutl, característica; can, lugar. Su significado es «lugar llano».

## Demografía
| Gráfica de evolución demográfica |
|                                  |

| Censo | Población |
| ----- | --------- |
| 1900  | 1 047     |
| 1910  | 1 138     |
| 1921  | 1 488     |
| 1930  | 1 548     |
| 1940  | 1 769     |
| 1950  | 1 962     |
| 1960  | 2 263     |
| 1970  | 2 632     |
| 1980  | 3 812     |
| 1990  | 4 443     |
| 1995  | 5 483     |
| 2000  | 5 987     |
| 2005  | 6 693     |
| 2010  | 7 298     |
| 2020  | 8 707     |